# Tamás Lőrincz

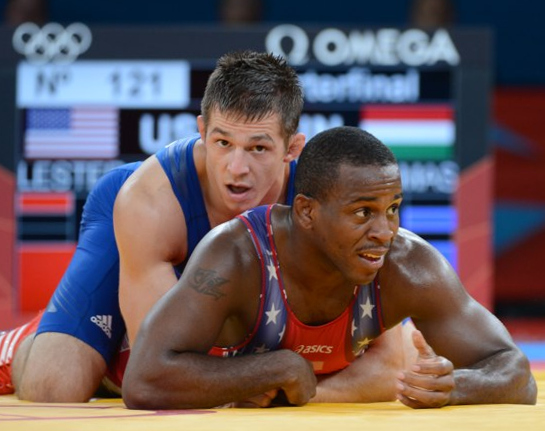
Tamás Lőrincz vs Justin Lester, 2012

Tamás Lőrincz (* 20. Dezember 1986 in Cegléd) ist ein ungarischer Ringer. Er wurde 2006, 2013 und 2014 Europameister und gewann bei den Olympischen Spielen 2012 eine Silbermedaille im griechisch-römischen Stil jeweils im Leichtgewicht. 2019 wurde er Weltmeister in der Gewichtsklasse bis 77 kg Körpergewicht.

## Werdegang
Tamás Lőrincz begann 1994 mit dem Ringen. Er gehört dem Sportverein Ceglédi VSE an und wird von Ferenc Papp trainiert. Der Student ringt bei einer Größe von 1,70 Metern im Leichtgewicht, der Gewichtsklasse bis 66 kg Körpergewicht, wobei er vor jeder Meisterschaft ca. 8 kg abtrainieren muss. Er konzentriert sich ganz auf den griechisch-römischen Stil und ist auch in Deutschlands Ringerkreisen sehr gut bekannt, weil er mehrere Jahre für den SC Anger rang. In der Saison 2010/11 ging er für den 1. Luckenwalder SC und in der Saison 2013/14 für den TuS Adelhausen auf die Matte.
Sein Bruder Viktor Lőrincz ist ebenfalls ein Weltklasseringer im griechisch-römischen Stil
Im Jahre 2002 begann die internationale Ringerkarriere von Tamás Lőrincz mit der Teilnahme an der Junioren-Europameisterschaft (Cadets) in Odessa in der Gewichtsklasse bis 46 kg KG. Er belegte dort den 7. Platz. Bei der Junioren-Europameisterschaft (Cadets) 2003 in Rostow am Don verbesserte er sich in der Gewichtsklasse bis 50 kg KG auf den 4. Platz. Bei der Junioren-Weltmeisterschaft 2005 in Vilnius erreichte er im Leichtgewicht nur den 10. Platz.
Im Jahre 2006 startete er erstmals bei einer internationalen Meisterschaft bei den Senioren. Dabei gelang ihm bei der Europameisterschaft in Moskau ein Paukenschlag, denn er wurde dort mit fünf Siegen Europameister im Leichtgewicht. Auf dem Weg zu diesem Erfolg bezwang er u. a. den mehrfachen Weltmeister Şeref Eroğlu aus der Türkei mit 10:8 techn. Punkten und schlug im Finale den Russen Sergei Kowalenko mit 2:1 Runden und 6:3 Punkten. Die Junioren-Europameisterschaften 2006 fanden kurz danach in Szombathely statt. Als Ungar musste er natürlich dort an den Start gehen, obwohl er die Strapazen (Abtrainieren) der EM von Moskau noch nicht ganz überwunden hatte. Es gelang ihm aber trotzdem in Szombathely hinter Wladimit Lohoyda aus der Ukraine und Alexander Tschetschirkin aus Russland den 3. Platz zu belegen und damit eine Medaille zu gewinnen.
2006 ging Tamás Lőrincz dann auch noch bei der Junioren-Weltmeisterschaft in Guatemala-Stadt an den Start und gewann auch dort im Leichtgewicht hinter Refik Ayvazoğlu aus der Türkei und Kim Hyeon-woo aus Südkorea eine Medaille. Bei der Weltmeisterschaft 2006 in Guangzhou/China siegte er über Moises Sanchez Parra aus Spanien und den Ex-Weltmeister Jimmy Samuelsson aus Schweden, musste sich aber im Achtelfinale Şeref Eroğlu geschlagen geben, womit er auf dem 10. Platz landete.
Im Jahre 2007 nahm Tamás Lőrincz nur an der Weltmeisterschaft in Baku teil. Er hatte dort ein schweres Programm zu absolvieren. Zunächst siegte er über Tomas Sobecky, Tschechien, Yazgeldy Kadyrow, Turkmenistan und Ali Mohammadi, Iran, dann unterlag er im Viertelfinale gegen den Olympiasieger von 2004 und mehrfachen Weltmeister Fərid Mansurov aus Aserbaidschan knapp nach Punkten. In der Trostrunde gelang ihm ein Sieg über Endrix Arteaga aus Mexiko. Im Kampf um eine WM-Bronzemedaille unterlag er aber gegen den US-Amerikaner Justin Harry Lester knapp nach Punkten.
Bei der Europameisterschaft 2008 in Tampere musste Tamás Lőrincz gegen Ruslan Belcharojew aus Russland im Viertelfinale eine Niederlage hinnehmen. Da dieser anschließend das Finale nicht erreichte, schied Lörincz aus und belegte den 8. Platz. Kurz darauf feierte er aber beim Golden-Grand-Prix in Baku einen sensationellen Erfolg, denn er besiegte dort im Finale Fərid Mansurov und gewann dieses Turnier. Bei den Olympischen Spielen in Peking gelang ihm ein Sieg über Arman Adikjan aus Armenien. Bereits in seinem zweiten Kampf unterlag er aber gegen Steeve Guénot aus Frankreich. Guenot wurde ganz überraschen Olympiasieger und Tamas Lörincz konnte deshalb in der Trostrunde weiterringen. Er schied aber schon in seinem nächsten Kampf mit einer Niederlage gegen Alain Milián aus Kuba aus und wurde schließlich Achter.
2009 kam Tamás Lőrincz bei der Weltmeisterschaft in Herning/Dänemark auf den 5. Platz. Ausschlaggebend dafür waren Niederlagen gegen Manuchar Tschadaia aus Georgien im 2. Kampf und gegen Ambako Watschadse, Russland, in der Trostrunde. Bei der Europameisterschaft 2010 in Baku gelang ihm aber wieder ein Medaillengewinn. Nach einer Halbfinalniederlage gegen Ambako Watschadse siegte er im Kampf um die Bronzemedaille über Antoni Mamageischwili aus Georgien.
Bei der Europameisterschaft 2011 in Dortmund startete er wieder in der Gewichtsklasse bis 66 kg. Er gewann dort zunächst drei Kämpfe und unterlag erst im Finale gegen Ambako Watschadse. Auch bei der Weltmeisterschaft dieses Jahres in Istanbul zeigte Tamás Lőrincz gute Kämpfe, wenngleich ihm ein Medaillengewinn versagt blieb. Er kam dort in der gleichen Gewichtsklasse wie in Dortmund auf den 7. Platz.
Bei den Olympischen Sommerspielen 2012 in London stieß Lőrincz bis in das Finale vor, wo er dem Südkoreaner Kim Hyeon-woo unterlag.
2013 setzte er seine Erfolge fort. In Tiflis wurde er zum zweiten Male mit Siegen über Benedikt Puffer, Österreich, Artak Margarjan, Frankreich, Atakan Yüksel, Türkei und Adam Kurak, Russland, Europameister. Ausgerechnet bei der Weltmeisterschaft im heimischen Budapest konnte er diese Erfolgsserie nicht fortsetzten. Er gewann dort zwar zunächst über Marius Thommesen aus Norwegen und Afshin Bjabangard aus dem Iran, unterlag aber dann gegen Həsən Əliyev aus Aserbaidschan nach Punkten. Da dieser das Finale nicht erreichte, schied er aus und kam nur auf den 10. Platz.
Bei der Europameisterschaft 2014 in Vantaa/Finland startete Tamás Lőrincz in der nach einer Gewichtsklassenreform durch den Internationalen Ringerverband FILA sei 1. Januar 2014 neu eingerichteten Gewichtsklasse bis 71 kg Körpergewicht. Er besiegte in Vantaa Aleksandar Maksimović, Serbien, Ionel Pușcașu, Rumänien, Alexander Dschemjanowitsch, Weißrussland, Tschingis Labasanow, Russland, und Rasul Tschunajew, Aserbaidschan, und gewann damit seinen dritten Europameistertitel. Im Juli 2014 wurde er in Pécs in derselben Gewichtsklasse auch Studenten-Weltmeister und siegte noch im gleichen Monat auch beim Golden-Grand-Prix in Baku vor Rasul Tschunajew aus Aserbaidschan. Bei der Weltmeisterschaft 2014 in Taschkent trainierte er wieder in die Gewichtsklasse bis 66 kg ab. Er siegte in Taschkent über Artak Margarjan, Adam Kurak und Mihran Harutunjan aus Armenien und unterlag im Halbfinale gegen Omid Haji Noroozi aus dem Iran. Im Kampf um eine der Bronzemedaillen siegte er schließlich über Frank Stäbler aus Deutschland.
Nach zwei Turniersiegen in Istanbul und Warschau in der Gewichtsklasse bis 71 kg startete Tamás Lőrincz bei der Weltmeisterschaft 2015 in Las Vegas wieder in der Gewichtsklasse bis 66 kg. Das erneute Abtrainieren zahlte sich aber nicht aus, denn er siegte in Las Vegas zunächst über Edgaras Venckaitis aus Litauen und Frunse Harutunjan aus Schweden, unterlag dann aber gegen Mihran Harutunjan und belegte nur den 9. Platz.
Im April 2016 qualifizierte sich Tamás Lőrincz in Zrenjanin in der Gewichtsklasse bis 66 kg erneut für einen Start bei den Olympischen Spielen in London. In London musste er aber dem starken Abtrainieren Tribut zahlen, denn er verlor gleich seinen ersten Kampf gegen Ryu Han-su aus Südkorea, schied aus und belegte nur den 16. Platz.
2017 entschloss er sich deshalb künftig in der Gewichtsklasse bis 75 kg zu starten. Dass er auch in dieser Gewichtsklasse bei internationalen Meisterschaften Erfolg haben kann, bewies er bei der Europameisterschaft in Novi Sad und bei der Weltmeisterschaft in Paris. Bei beiden Meisterschaften gewann er eine Bronzemedaille.
Bei der Europameisterschaft 2018 in Kaspiisk unterlag Tamás Lőrincz im Viertelfinale in der Gewichtsklasse bis 77 kg gegen Viktor Nemes aus Serbien, erkämpfte sich aber mit Siegen über Kasbek Kilow, Weißrussland und Alex Kessidis aus Schweden noch eine Bronzemedaille. Bei der Weltmeisterschaft des gleichen Jahres im heimischen Budapest besiegte er u. a. im Halbfinale den ehemaligen Olympiasieger Kim Hyeon-woo aus Südkorea, unterlag aber im Finale gegen den Russen Alexander Tschechirkin.
2019 startete Tamás Lőrincz im Juni in Minsk bei den Europaspielen. Er rang wieder in der Gewichtsklasse bis 77 kg. Er musste dort gegen Karapat Chaljan aus Armenien eine Niederlage hinnehmen, erkämpfte sich danach aber in der Trostrunde mit einem Sieg über Igor Besleaga aus Rumänien eine Bronzemedaille. Bei der Weltmeisterschaft dieses Jahres im kasachischen Nur-Sultan zeigte er sich, obwohl inzwischen 33 Jahre alt, in hervorragender Form. Er besiegte dort Jalgasbay Berdimuratow, Usbekistan, Wolodimir Jakowlujew, Ukraine, Paulius Galkinas, Litauen, Aschkat Dilmuchamedow, Kasachstan, der den vielfachen russischen Weltmeister Roman Wlassow aus dem Rennen geworfen hatte und Alex Kessidis und wurde damit Weltmeister. Obwohl der Titelgewinn von Tamás Lőrincz hochverdient war, machte das Kampfgericht bei diesem Kampf eine äußerst unglückliche Figur.

## Internationale Erfolge
| Jahr | Platz  | Wettbewerb                                       | Gewichtsklasse | |
| 2002 | 7.     | Junioren-EM (Cadets) in Odessa                   | bis 46 kg KG   | Sieger: Maxim Mordowin, Russland vor Söner Sucu, Türkei |
| 2003 | 4.     | Junioren-EM (Cadets) in Rostow am Don            | bis 50 kg KG   | hinter Alexander Kasakewitsch, Litauen, Chosrow Melikjan, Armenien u. Rowshan Bajramow, Aserbaidschan |
| 2005 | 2.     | Intern. Turnier in Belgrad                       | Feder          | hinter Eusebiu Diaconu, Rumänien, vor Kristijan Friis, Serbien u. Paulo, Portugal |
| 2005 | 10.    | Junioren-WM (Juniors) in Vilnius                 | Feder          | Sieger: Davor Štefanek, Serbien u. Montenegro vor Baki Yuruker, Türkei u. Alexander Kasakewitsch |
| 2006 | 8.     | Welt-Cup in Budapest                             | Leicht         | Sieger: Sergei Kowalenko, Russland vor Alain Milián, Kuba |
| 2006 | 2.     | Deutschland-Cup in Frankfurt (Oder)              | Leicht         | hinter Refik Ayvazoğlu, Türkei, vor Robert Rosengren, Schweden |
| 2006 | 1.     | EM in Moskau                                     | Leicht         | mit Siegen über Marian Nagy, Slowakei, Tiziano Corriga, Italien, Şeref Eroğlu, Türkei (2:1, 10:8), Sylvester Charzewski, Polen u. Sergei Kowalenko (2:1, 6:3)                                                                                        |
| 2006 | 3.     | Junioren-EM in Szombathely                       | Leicht         | hinter Wladimir Lohoyda, Ukraine u. Alexander Tschetschirkin, Russland |
| 2006 | 3.     | Junioren-WM in Guatemala-Stadt                   | Leicht         | hinter Refik Ayvazoğlu, Türkei u. Kim Hyeon-woo, Südkorea |
| 2006 | 10.    | WM in Guangzhou/China                            | Leicht         | mit Siegen über Moises Sanchez Parra, Spanien u. Jimmy Samuelsson, Schweden (2:1, 6:6) u. einer Niederlage gegen Şeref Eroğlu, Türkei (1:2, 4:5) |
| 2007 | 1.     | Ion-Corneanu-Memorial in Brașov/Rumänien         | Leicht         | vor Ionuț Panait, Rumänien u. Lasha Lomadse, Georgien |
| 2007 | 2.     | Großer Preis von Ungarn in Szombathely           | Leicht         | hinter Steeve Guénot, Frankreich, vor Alexander Tschetschirkin, Russland |
| 2007 | 5.     | WM in Baku                                       | Leicht         | mit Siegen über Tomas Sobecky, Tschechien, Yazgeldy Kadyrow, Turkmenistan u. Ali Mohammadi, Iran, einer Niederlage gegen Fərid Mansurov, Aserbaidschan, einem Sieg über Endrix Arteaga, Venezuela u. einer Niederlage gegen Justin Harry Lester, USA |
| 2008 | 2.     | Welt-Cup in Szombathely                          | Leicht         | hinter Ali Mohammadi, vor Ambako Watschadse, Russland u. Jung Ji-hyun, Südkorea |
| 2008 | 8.     | EM in Tampere                                    | Leicht         | mit Siegen über Arman Adikjan, Armenien u. Robert Patrick Rosengren, Schweden u. einer Niederlage gegen Ruslan Belcharojew, Russland |
| 2008 | 1.     | Golden-Grand-Prix in Baku                        | Leicht         | vor Fərid Mansurov u. Hossamaddin Rajabow, bde. Aserbaidschan u. Muchran Machutadse, Georgien |
| 2008 | 8.     | OS in Peking                                     | Leicht         | mit Sieg über Arman Adikjan, Armenien u. Niederlagen gegen Steeve Guénot, Frankreich u. Alain Milián |
| 2009 | 3.     | Golden-Grand-Prix in Baku                        | Leicht         | hinter Fərid Mansurov u. Afshin Bjabangard, Iran |
| 2009 | 5.     | WM in Herning/Dänemark                           | Leicht         | mit Sieg über Aleksandar Maksimović, Serbien, Niederlage gegen Manuchar Tschadaia, Georgien, Siegen über Tomas Sobecky u. Juha Petteri Hiltunen, Finnland u. Niederlage gegen Ambako Watschadse                                                      |
| 2010 | 3.     | EM in Baku                                       | Leicht         | mit Siegen über Tero Valimäki, Finnland, Evgeni Pentorets, Griechenland u. Edgaras Venckaitis, Litauen, einer Niederlage gegen Ambako Watschadse u. einem Sieg über Antoni Mamageischwili, Georgien                                                  |
| 2011 | 2.     | EM in Dortmund                                   | bis 66 kg      | nach Siegen über Witali Rahimow, Aserbaidschan, Abdusalamet Günal, Türkei und Ionut Panait, Rumänien und einer Niederlage gegen Ambako Watschadse |
| 2011 | 7.     | WM in Istanbul                                   | bis 66 kg      | nach Siegen über Ismael Navarro Sanchez, Spanien und Ionut Panait, einer Niederlage gegen Manuchar Tschadaia, Georgien, einem Sieg über Pascal Strebel, Schweiz und einer Niederlage gegen Pedro Isaac Mulens Herrere, Kuba                          |
| 2012 | Silber | OS in London                                     | Leicht         | mit Siegen über Frank Stäbler, Justin Lester, Manuchar Tschadaia und einer Niederlage gegen Kim Hyeon-woo |
| 2013 | 1.     | Golden-Grand-Prix in Szombathely                 | Leicht         | vor Rewas Laschchi und Sachino Dawitaja, beide Georgien und Davor Štefanek, Serbien |
| 2013 | 1.     | EM in Tiflis                                     | Leicht         | nach Siegen über Benedikt Puffer, Österreich, Artak Margarjan, Frankreich, Atakan Yüksel, Türkei und Adam Kurak, Russland |
| 2013 | 1.     | Jacob-Curby-Cup in Chicago                       | Leicht         | vor Edgaras Venckaitis, Litauen und Aleksandar Maksimović, Serbien |
| 2013 | 1.     | „Wladiyslaw-Pytlasinski“-Memorial in Warschau    | Leicht         | vor Frank Stäbler, Deutschland, Sachino Davitaia, Georgien und Adam Kurak, Russland |
| 2013 | 10.    | WM in Budapest                                   | Leicht         | nach Siegen über Marius Thommesen, Norwegen und Afshin Bjabangard und einer Niederlage gegen Həsən Əliyev, Aserbaidschan |
| 2014 | 1.     | Yadegar-Imam-Cup in Teheran                      | bis 71 kg      | vor Bromand Aslangharedaghi, Vahid Babaeijafari und Mohammad Karimi, alle Iran |
| 2014 | 1.     | Golden-Grand-Prix in Szombathely                 | bis 71 kg      | vor Manuchar Tschadaia und Mindia Zukulidse, beide Georgien und Mohammad Karimi |
| 2014 | 1.     | EM in Vantaa/Finnland                            | bis 71 kg      | nach Siegen über Aleksandar Maksimović, Serbien, Ionel Pușcașu, Rumänien, Alexander Dschemjanowitsch, Weißrussland, Tschingis Labasanow, Russland und Rasul Tschunajew, Aserbaidschan                                                                |
| 2014 | 1.     | Universitäten-WM in Pécs                         | bis 71 kg      | vor Patrick Smith, USA, Wasif Arzimanow, Türkei und Naoya Nakamura, Japan |
| 2014 | 1.     | Golden-Grand-Prix in Baku                        | bis 71 kg      | vor Rasul Tschunajew, Aserbaidschan, Mindia Zukulidse, Georgien und Rustam Alijew, Aserbaidschan |
| 2014 | 3.     | WM in Taschkent                                  | bis 66 kg      | nach Siegen über Artak Margarjan, Adam Kurak und Mihran Harutunjan, Armenien, einer Niederlage gegen Omid Noroozi, Iran und einem Sieg über Frank Stäbler, Deutschland                                                                               |
| 2015 | 1.     | „Vehbe-Emre & Hamit-Kaplan“-Memorial in Istanbul | bis 71 kg      | vor Yunus Özel, Türkei, Ruslan Zarew, Kirgisistan und Sachino Dawitaia, Georgien |
| 2015 | 1.     | „Wladyslaw-Pytlasinski“-Memorial in Warschau     | bis 71 kg      | vor Mathias Maasch, Deutschland, Denis Mustasin, Russland und Balint Korpasi, Ungarn |
| 2015 | 9.     | WM in Las Vegas                                  | bis 66 kg      | nach Siegen über Edgaras Venckaitis, Litauen und Frunse Harutunjan, Schweden und einer Niederlage gegen Mihran Harutunjan |
| 2016 | 1.     | Olympia-Qualif.-Turnier in Zrenjanin             | bis 66 kg      | vor Schmagi Bolkwadse, Georgien, Marius Thommesen und Artak Marganjan |
| 2016 | 16.    | OS in London                                     | bis 66 kg      | nach einer Niederlage gegen Ryu Han-su, Südkorea |
| 2017 | 3.     | EM in Novi Sad                                   | bis 75 kg      | nach Siegen über Tero Halmesmäki, Finnland, Gela Bolkwadse, Georgien und Karapet Chaljan, Armenien, einer Niederlage gegen Tarek Mohamed Abdelslam Sheble Mohamed, Bulgarien und einem Sieg über Mihail Bradu, Moldawien                             |
| 2017 | 3.     | WM in Paris                                      | bis 75 kg      | nach siegen über Rabbia Khalil, Palästina Kairatbek Tugolbajew, Kirgisistan und Kim Hyeon-woo, Südkorea, einer Niederlage gegen Alexander Tschetschirkin, Russland und einem Sieg über Fatih Cengiz, Türkei                                          |
| 2018 | 3.     | EM in Kaspiisk                                   | bis 77 kg      | nach einem Sieg über Paulius Galkinas, Litauen, einer Niederlage gegen Viktor Nemes, Serbien und Siegen über Kasbek Kilow, Weißrussland und Alex Kessidis, Schweden                                                                                  |
| 2018 | 2.     | Großer Preis von Deutschland in Dortmund         | bis 77 kg      | hinter Zoltan Levai, Ungarn, vor Yunus Emre Basar, Türkei und Dimitri Pyschkow, Ukraine |
| 2018 | 2.     | WM in Budapest                                   | bis 77 kg      | nach Siegen über George-Vlad Mariea, Rumänien, Paulius Galkinas, Bilan Nalgijew, Usbekistan und Kim Hyeon-woo und einer Niederlage gegen Alexander Tschechirkin, Russland                                                                            |
| 2019 | 3.     | City of Sassari-Tournament                       | bis 77 kg      | hinter Kim Hyeon-woo und Zoltan Levai, gemeinsam mit Georgios Prevolarakis, Griechenland |
| 2019 | 3.     | Europaspiele in Minsk                            | bis 77 kg      | nach Siegen über Gil Nugues, Frankreich und Pawel Ljach, Weißrussland, einer Niederlage gegen Karapet Chaljan, Armenien und einem Sieg über Igor Besleaga, Rumänien                                                                                  |
| 2019 | 9.     | Großer Preis von Deutschland in Dortmund         | bis 77 kg      | nach einem Sieg über Pascal Eisele, Deutschland und einer Niederlage gegen Alex Kessidis |
| 2019 | 1.     | WM in Nur-Sultan                                 | bis 77 kg      | nach Siegen über Jalgasbay Berdimuratow, Usbekistan, Wolodimir Jakowlijew, Ukraine, Paulius Galkinas, Aschkat Dilmuchamedow, Kasachstan und Alex Kessidis                                                                                            |

## Ungarische Meisterschaften
Tamás Lőrincz wurde 2006 und 2007 im Leichtgewicht (bis 66 kg), 2015 in der Gewichtsklasse bis 71 kg und 2017 in der Gewichtsklasse bis 75 kg ungarischer Meister
Erläuterungen
- alle Wettkämpfe im griechisch-römischen Stil,
- OS = Olympische Spiele, WM = Weltmeisterschaft, EM = Europameisterschaft,
- Federgewicht bis 60 kg, Leichtgewicht bis 66 kg u. Weltergewicht bis 74 kg Körpergewicht (bis 31. Dezember 2013), seit 1. Januar 2014 gilt eine neue Gewichtsklasseneinteilung durch die FILA
- Anmerkung: In der Database des Ringer-Weltverbandes UWW wird als Weltmeister 2019 im griechisch-römischen Stil in der Gewichtsklasse bis 77 kg sein Bruder Viktor Lőrincz genannt. Das ist falsch, Weltmeister wurde Tamás Lőrincz